# Martín Luciano
Martín Abel Luciano (Rosario, 12 agosto 2003) è un calciatore argentino, difensore del Newell's Old Boys.

## Biografia
È nipote dell'allenatore Gerardo Martino.

## Caratteristiche tecniche
Gioca come terzino sinistro.

## Carriera
Luciano è cresciuto nel settore giovanile del Newell's Old Boys che lo ha reclutato nel 2016 dal Provincial. L'8 novembre 2021 ha debuttato in prima squadra nell'incontro di Primera División vinto 1-0 contro l'Unión (SF) ed il 15 marzo 2022 ha firmato il suo primo contratto professionistico.
Il 30 agosto 2023 è stato ceduto in prestito al Godoy Cruz.

## Statistiche

### Presenze e reti nei club
Statistiche aggiornate al 2 aprile 2024.
| Stagione        | Squadra           | Campionato      | Campionato | Campionato | Coppe nazionali | Coppe nazionali | Coppe nazionali | Coppe continentali | Coppe continentali | Coppe continentali | Altre coppe | Altre coppe | Altre coppe | Totale | Totale | Totale |
| Stagione        | Squadra           | Comp            | Pres       | Reti       | Comp            | Pres            | Reti            | Comp               | Pres               | Reti               | Comp        | Pres        | Reti        | Pres   | Reti   |        |
| --------------- | ----------------- | --------------- | ---------- | ---------- | --------------- | --------------- | --------------- | ------------------ | ------------------ | ------------------ | ----------- | ----------- | ----------- | ------ | ------ | ------ |
| 2021            | Newell's Old Boys | PD              | 1          | 0          | CA+CdL          | 0               | 0               |                    | -                  | -                  |             | -           | -           | 1      | 0      |        |
| 2022            | Newell's Old Boys | PD              | 21         | 0          | CA+CdL          | 1+10            | 0               |                    | -                  | -                  |             | -           | -           | 32     | 0      |        |
| 2023            | Newell's Old Boys | PD              | 0          | 0          | CA              | 0               | 0               | CS                 | 0                  | 0                  |             | -           | -           | 0      | 0      |        |
| 2023            | Godoy Cruz        | PD              | -          | -          | CA+CdL          | 0+2             | 0               |                    | -                  | -                  |             | -           | -           | 2      | 0      |        |
| 2024            | Godoy Cruz        | PD              | 0          | 0          | CA+CdL          | 0+4             | 0               |                    | -                  | -                  |             | -           | -           | 4      | 0      |        |
| Totale carriera | Totale carriera   | Totale carriera | 22         | 0          |                 | 17              | 0               |                    | 0                  | 0                  |             | -           | -           | 39     | 0      |        |